# Helena Sibylla Moller
Helena Sibylla Moller (* 16. Juni 1669 in Altdorf bei Nürnberg; † 19. September 1735 ebenda) war eine Gelehrte des 17. Jahrhunderts. 

## Leben
Helene Sibylla Moller war die Tochter des Universalgelehrten Johann Christoph Wagenseil. Sie lernte von ihrem Vater Lateinisch, Griechisch, Hebräisch, Italienisch und Französisch. Sie lernte auch über Theologie und Philosophie. Ihre Griechischkenntnisse reichten aus, um Homer in der Originalsprache zu lesen. Moller half ihrem Vater, die lutherische Bibel auf Hebräisch herauszugeben. Aufgrund ihrer naturwissenschaftlichen Tätigkeit und ihrer Gelehrsamkeit wurde sie in die italienische Akademie Societas Recuperatorum in Padua aufgenommen. Sie führte einen literarisch-naturwissenschaftlichen Briefwechsel mit Charlotte-Catherine und Gabrielle Charlotte Patin, den Töchtern des französischen Arztes Charles Patin, in Französisch. 1692 heiratete sie den Professor der Universität Altdorf Daniel Wilhelm Moller. Das Paar hatte keine Kinder. Sie lebte nach dem Tode ihres Mannes als Witwe bis zu ihrem Tod in der Universitätsstadt Altdorf bei Nürnberg.

## Werk
Moller hat auf den Tod ihres Vaters 1715 ein Epigramm mit dem Titel „Arbore succisa quod Ergo ramus modo succi“ geschrieben. Weiter überliefert sind zwei unselbständige Werke. Von ihr sind ausschließlich lateinische Werke bekannt.
Als Ehrung von Helena Sibylla Moller wurde 1726 die Schrift „Foeminae Clarissimae Helenae Sibyllae Wagenseiliae S. P. D. Theodor Janson ab Ameloveen“ veröffentlicht.